# Madonna Galli-Dunn
La Madonna Galli-Dunn è un dipinto a tempera e oro su tavola (120x70 cm) di Dietisalvi di Speme, databile al 1265 circa e conservato nella Pinacoteca nazionale di Siena.

## Storia
Deve il suo nome alla collezione romana di Marcello Galli-Dunn dove si trovava prima di essere donata al museo senese nel 1906. 
Fu a lungo ritenuta un lavoro secondario dell'ambito di Guido da Siena, copia della Maestà di San Domenico, finché fu ritenuta credibile per quest'ultima la data del 1221 (relativa invece, probabilmente, a un altro evento simbolico, come la fondazione della chiesa; oggi la si data al 1270 circa). Alcuni la riferirono al maestro (Valvalà, Garrison), finché Luciano Bellosi (1991) non chiarì le differenze stilistiche tra Guido e Dietisalvi, assegnandola a quest'ultimo. 
La datazione è riferita a poco dopo la Madonna di San Bernardino, del 1262. Rispetto a tale opera, la Madonna Galli-Dunn ha un'impostazione più severa, che meglio si adatta alla dolce tristezza della protagonista, che presagisce la sorte del figlio.

## Descrizione e stile
La tavole è in condizioni scadenti, per via di un vecchio restauro troppo aggressivo. 
Il tipo di Maestà deriva dalla Madonna del Bordone di Coppo di Marcovaldo, ispirato però al tipo bizantino della Odigitria, la Madonna, simboleggiante la Chiesa, che indica la via della salvezza, cioè Gesù. Rispetto all'opera di Coppo (datata 1261), qui si trovano altre innovazioni, quali il maggiore scarto laterale delle gambe di Maria e l'abbigliamento del Bambino, che ha smesso i panni del piccolo filosofo per indossare una tunichetta meno formale, tenuta in vita da un laccio annodato. 
Il trono è ligneo, vistosamente decorato, e mostra una precoce impostazione a scorcio ribaltato: i lati infatti, invece di convergere allontanadosi, si aprono come quelli di un trapezio, rivelandosi allo spettatore in maniera sfasata, con più evidenza a sinistra che a destra. Anche la pedana dove Maria poggia i piedi è in una prospettiva intuitiva, questa volta con un'angolazione per lo meno corretta. 
Sontuoso e appariscente è l'aspetto decorativo: gli smaglianti blu, rosso e bianco sono arricchiti nei panneggi dall'agemina in oro, e le aureole di Gesù e Maria sono impreziosite da castoni ovali ora in rame, ora in argento, di cristalli di rocca che, nel caso di Maria, proseguono idealmente nella spilla rotonda al collo, dello stesso materiale. Pur nell'estro generale, le pieghe mostrano una certa rigidità, a voler ricondurre il tessuto in schemi geometrici, che semplificano e ritmano con eleganza la casualità delle ricadute. Per aumentare la luminosità inoltre i panneggi erano inoltre ritoccati con lacche e il risvolto della manica di Maria era dipinto sopra all'oro, di un verde brillante oggi ossidato. La stessa tecnica è usata nel trono, ad esempio nelle aquile imperiali dipinte nei medaglioni del trono. 
Gesù benedice alla greca, con il mignolo sollevato, ed incrocia le gambe, proprio come nella Maestà di San Domenico di Guido da Siena che deriva evidentemente da questa (e non viceversa come si è creduto a lungo). Le fitte ciocche della sua capigliatura rimandano direttamente a Coppo. 
Il coronamento della tavola è dotato di un archetto trilobato, oltre il quale si affacciano due piccoli angeli. La tavola cuspidata è poi chiusa da una corncie originale, con decori dorati e fiorellini a rilievo (in pastiglia) su fondo blu.